# Ventura Pérez Mariño
Ventura Pérez Mariño (Vigo, 29 de desembre de 1948 - 14 de febrer de 2024) va ser un jurista i polític gallec. Va ocupar, entre altres càrrecs, el de diputat al Congrés, magistrat de l'Audiència Nacional i alcalde de Vigo.

## Carrera
El 1993 va demanar l'excedència del poder judicial per presentar-se com a candidat independent al Congrés dels Diputats, cosa que va aconseguir des del número u de la llista del PSOE per la província de Lugo. El 13 de febrer de 1995 va renunciar a la seva acta de diputat a instàncies del partit. Quatre dies abans, Ventura Pérez trencava la disciplina del grup parlamentari votant en contra del govern en quatre ocasions i sol·licitava públicament la dimissió del president del Govern, Felipe González, la formació d'un govern de gestió i la convocatòria d'eleccions anticipades.
El 2003 va encapçalar com a independent la llista del PSOE a les eleccions municipals del 25 de maig a l'Ajuntament de Vigo. Malgrat no haver estat la llista més votada, la coalició del PSOE (8 regidors) i el BNG (7 regidors) representava la majoria de la corporació local i Pérez Mariño va ser nomenat alcalde. El 29 de novembre del mateix any va ser remogut del càrrec després d'una moció de confiança exigida pel BNG, amb els vots favorables a la seva gestió del PSOE i grup mixt (2 regidors), i contraris del PP (10 regidors) i BNG. Finalment, el BNG havia trencat el pacte de governabilitat i retirat el seu suport a l'alcalde després de mesos de dificultats i desacords en el govern local. Corina Porro, llavors portaveu del Grup Municipal Popular, esgotaria el mandat edilici constituint un govern en minoria. El 5 de juliol de 2005 Ventura Pérez va renunciar a la seva acta de regidor al·legant motius «estrictament personals».